# Čajový obřad

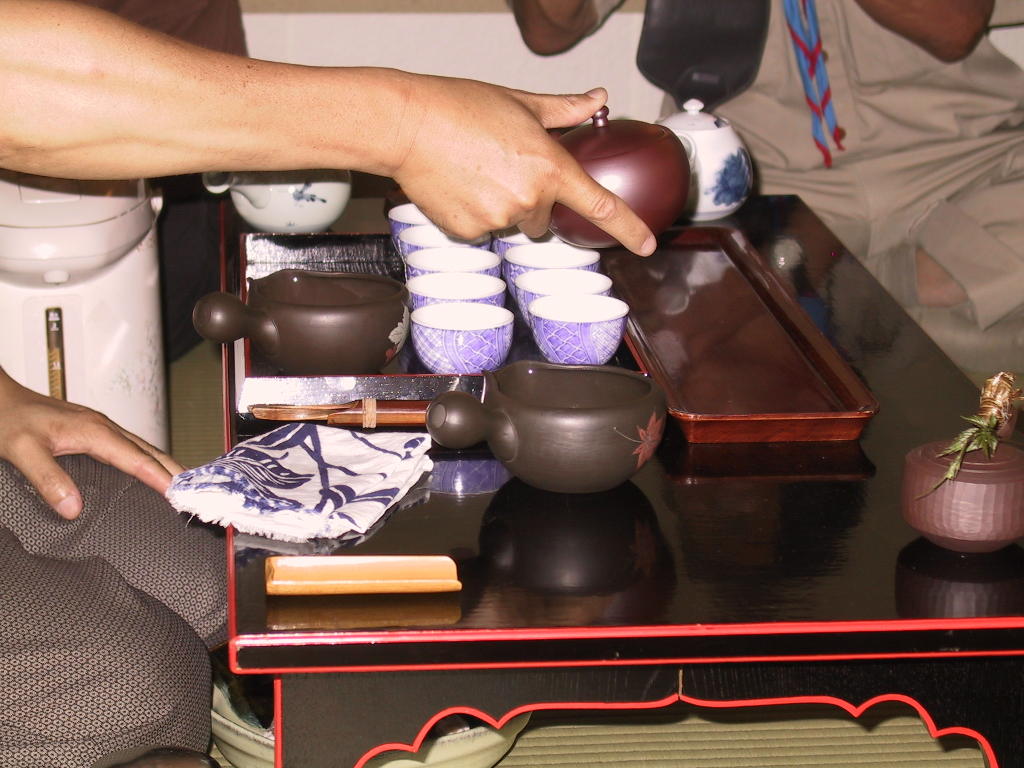
Čajový obřad

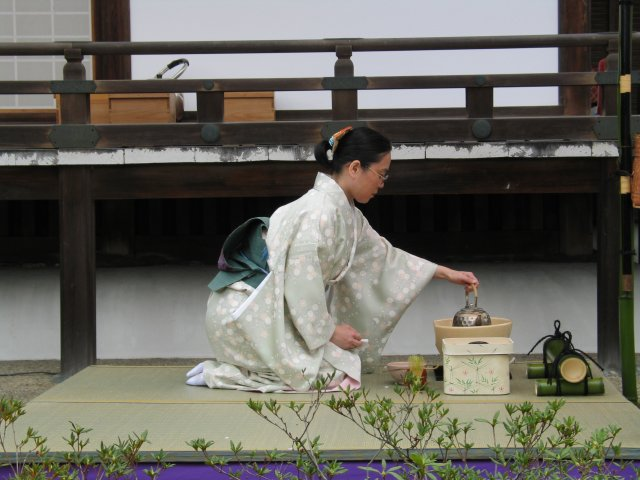
Japonský čajový obřad

Čajový obřad (též čajová ceremonie, japonsky 茶の湯 ([čanoju]) nebo 茶道 [sadó/čadó]) je rituální forma přípravy čaje. Tento termín většinou odkazuje na čínský čajový obřad a japonský čajový obřad. Japonský čajový obřad, který je známější, byl ovlivněn čínským čajovým obřadem zejména ve starověku a středověku. Lze u něj také poukázat na celou řadu rituálů, pomůcek, gest atp. užívaných v takových obřadech jako čajová kultura.
Každý z těchto obřadů a rituálů obsahuje mnoho strojenosti, abstrakce, symbolismu a formálnosti.
Obdobné rituály se vyskytují po celém světě, ačkoli dominantní jsou hlavně v Asii a Evropě. Jako příklad lze uvést obřad odpoledního čaje viktoriánského období ve Velké Británii. V tomto případě šlo hlavně o prezentaci používání vhodných pomůcek spojených s vybraným chováním ve správné společnosti, což bylo stejně důležité jako popíjení čaje samotného.
Ačkoli jsou čajové rituály – na té nejzákladnější úrovni – jen formálním způsobem přípravy horkého nápoje, používané postupy byly a jsou vytříbeny pro získání toho nejlepšího chuťového zážitku. Dr. Andrew Stapley z The Royal Society of Chemistry (tj. Královské chemické společnosti) popsal vaření čaje z hlediska chemických procesů. Některé tradiční rituály přípravy čaje, jako by dokonale napodobovaly postup, který doporučil, včetně návrhu, aby člověk, který čaj připravuje, synchronizoval svoji činnost v souladu s teplotou vody.

Čaj v polních a bojových podmínkách
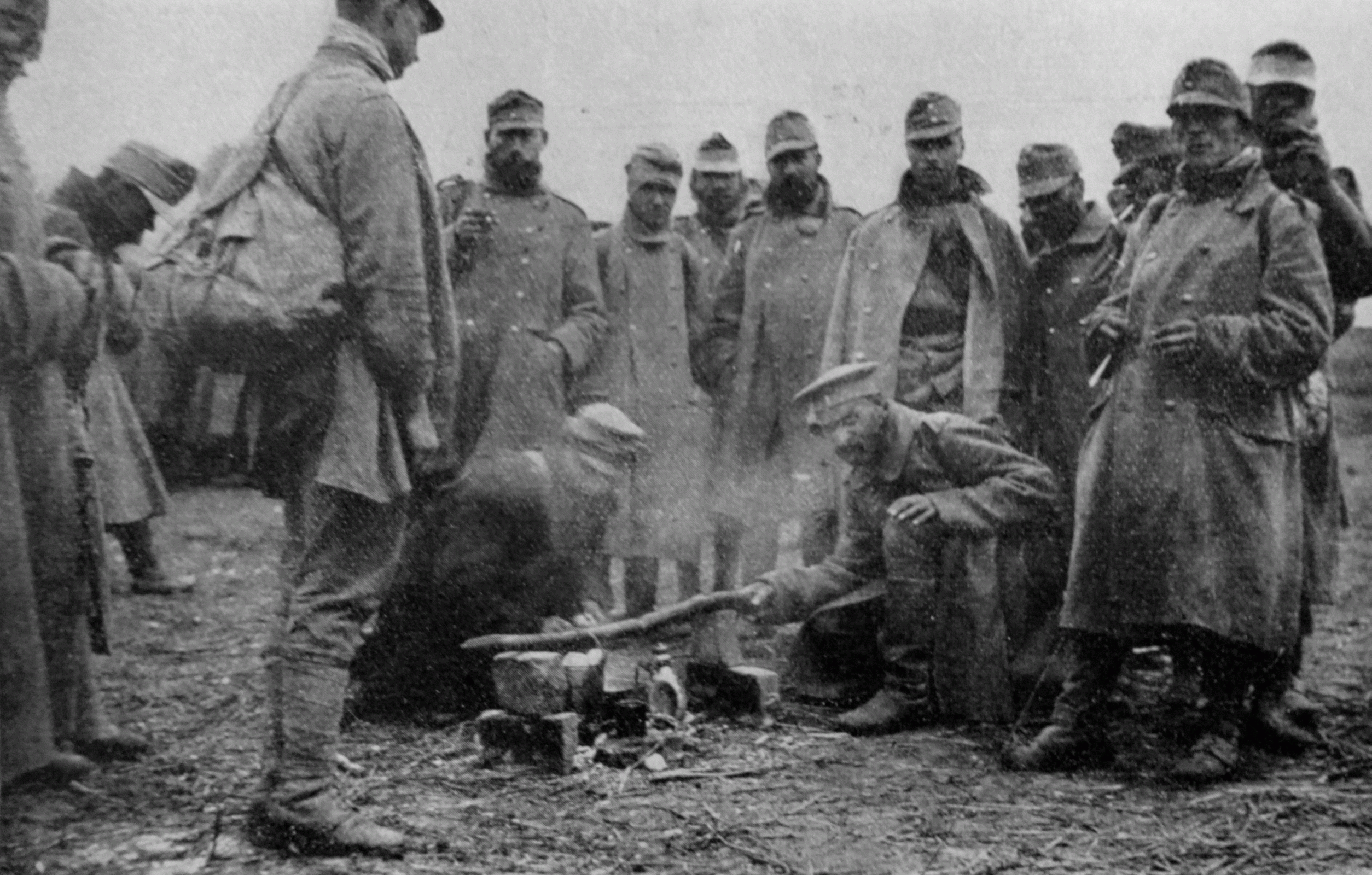
V čs. legiích na ruské frontě (1. světová válka)
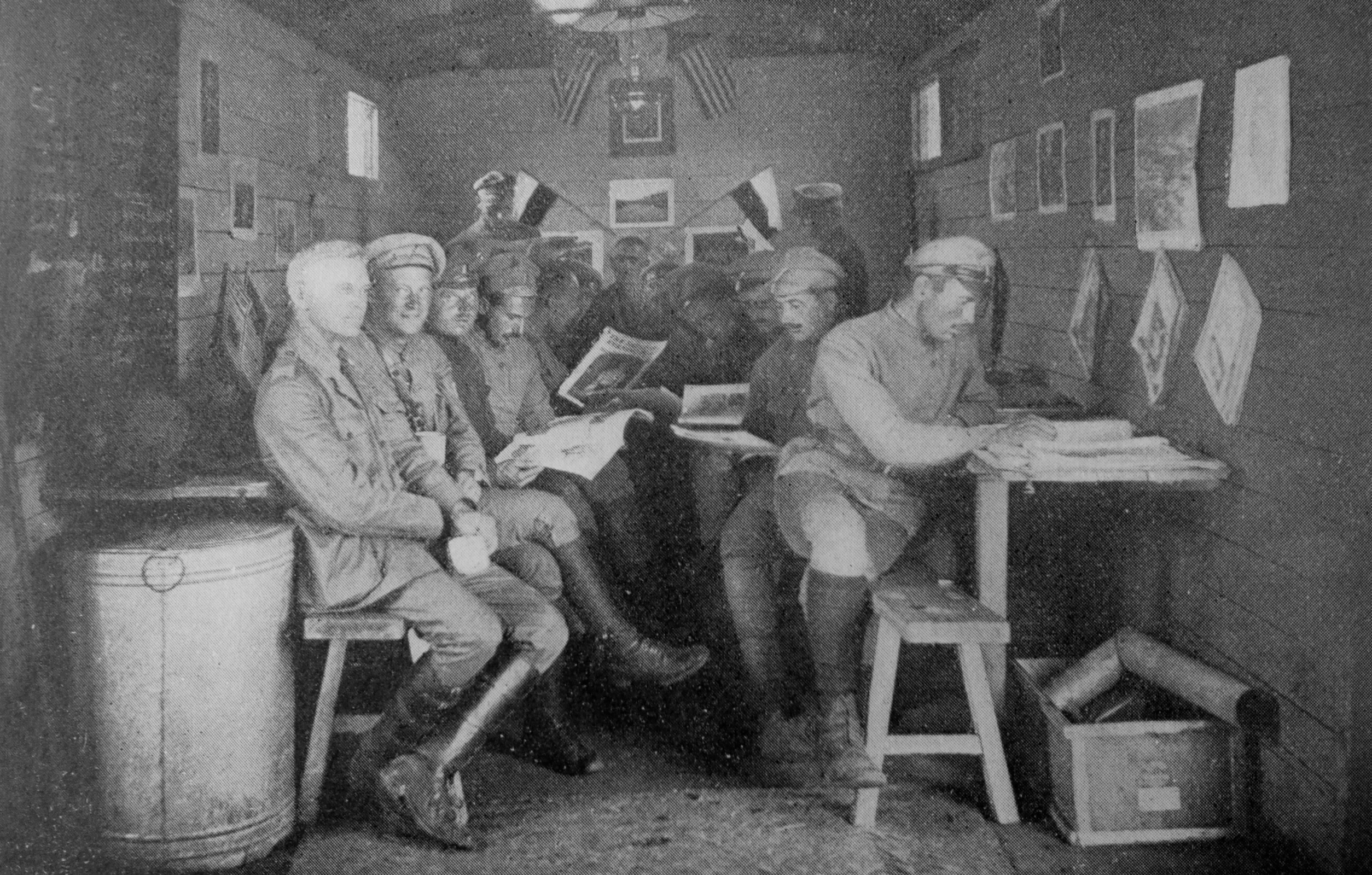
Jekatěrinburk - čajovna strýčka z Ameriky, čs. legie na ruské frontě (1. světová válka)
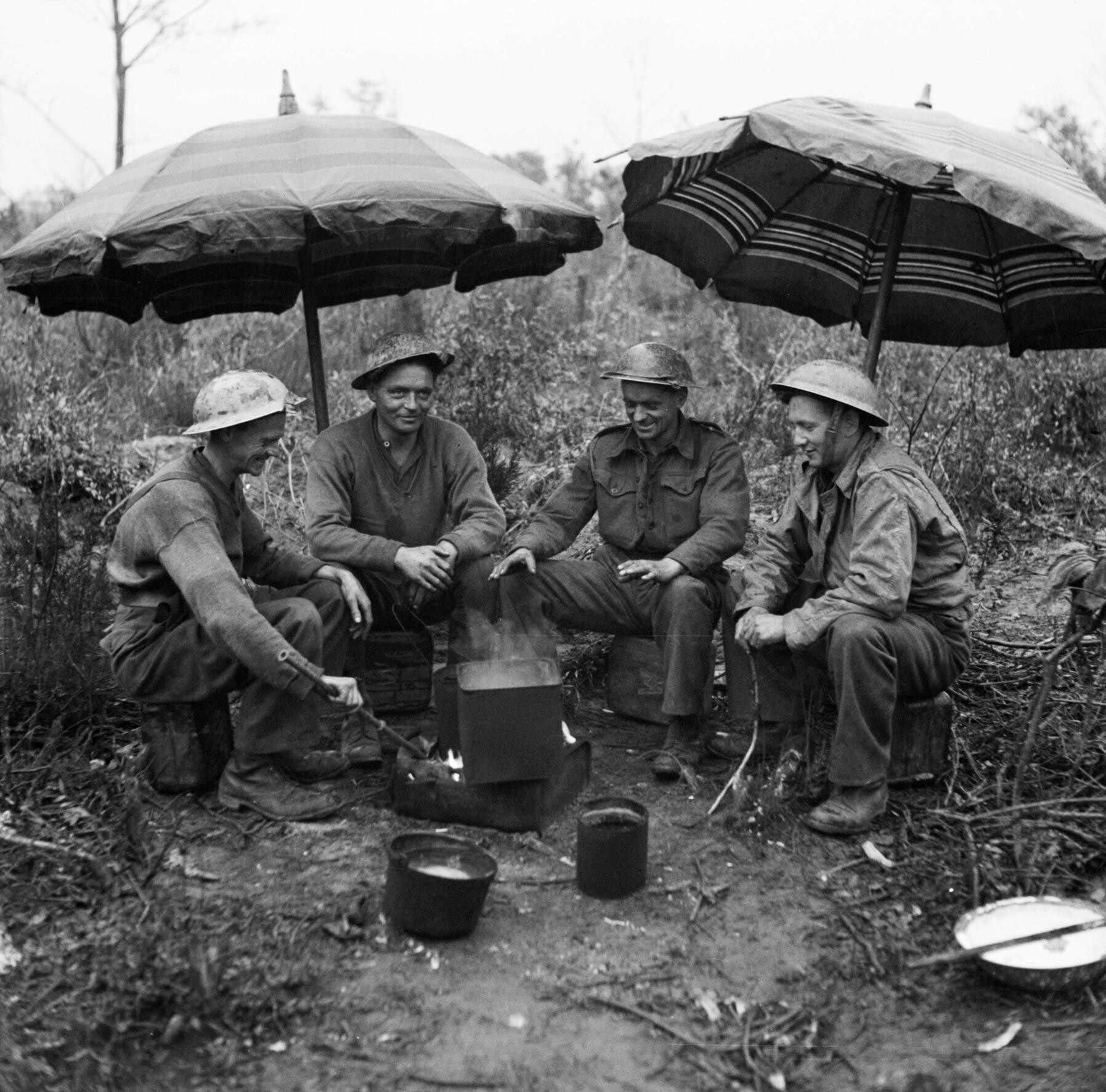
Za 2. světové války (1944)
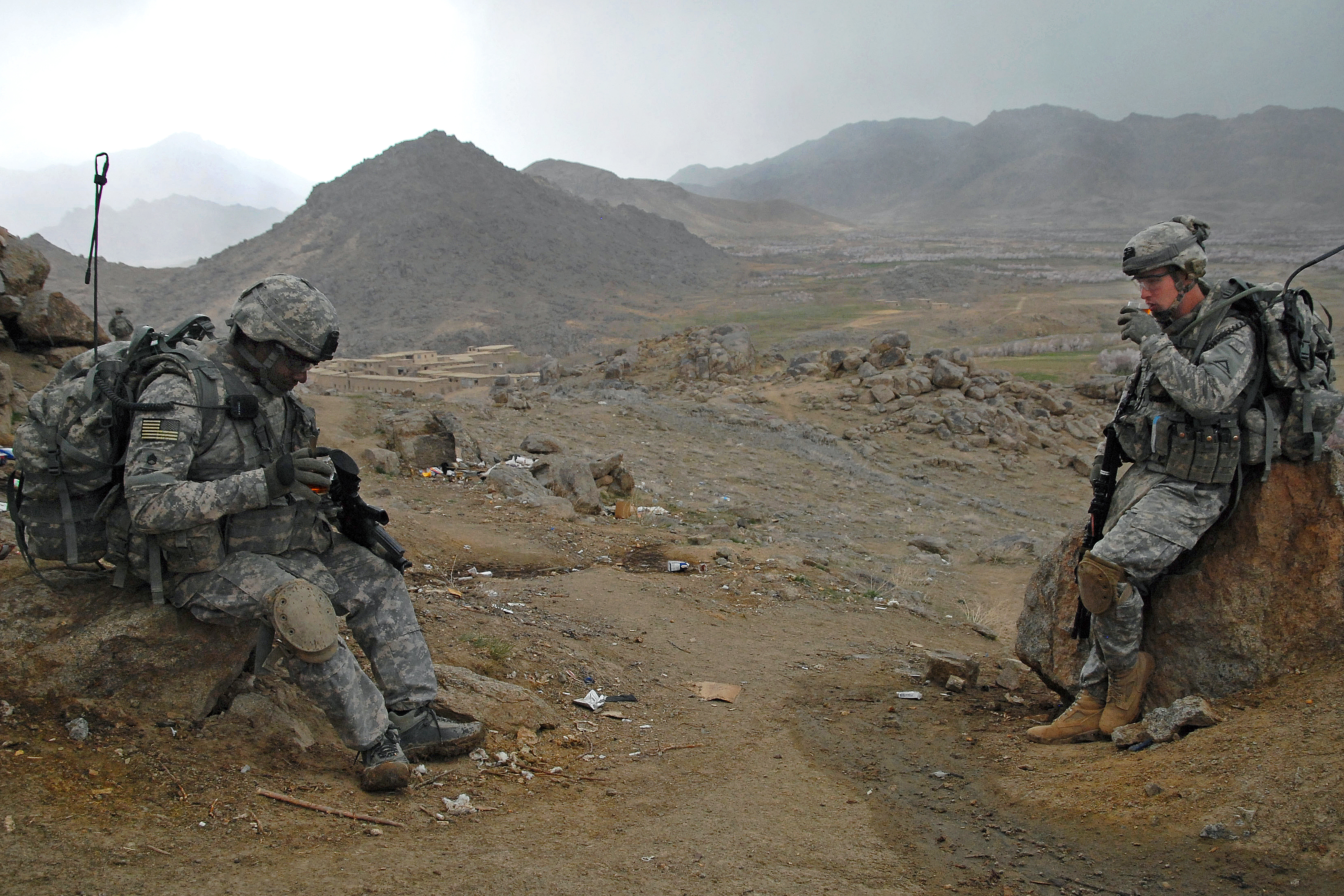
Čaj pro dva (Afghánistán 2009)